# ライク・ア・プレイヤー
『ライク・ア・プレイヤー』 (Like a Prayer) は、1989年にリリースされたマドンナの4枚目のスタジオ・アルバム。マドンナにとって、1980年代最後のアルバム。
邦題にある「プレイヤー」は発音としては誤りである。"Prayer"の発音は意味によって2通りあり、「祈る人」か「祈り」かによって発音が変わる。ここでの意味は後者であるので発音は「プレア」になる（前者ならプレイヤー）。発表当時にはアルバム名は「祈りの如く」と訳されていた。

## 解説

### アルバムの背景と概要
「ライク・ア・プレイヤー」がリリースされた頃のアメリカの音楽シーンは大きな変動を遂げており、ヒップホップの台頭からヘヴィメタルの全盛など、1980年代のポップ・ミュージックを代表するアーティストとしての位置を確立したマドンナでも、時代の流れを意識したサウンドを追求せざるを得なかった。そんな中でリリースされたオリジナル4作目の「ライク・ア・プレイヤー」はそのマドンナの姿勢を表したアルバムとも言える。ダンサブルではあったが、ポップのメインストリームを貫いた前作「トゥルー・ブルー」とは対照的に、「ライク・ア・プレイヤー」はポップやロックの要素を含むだけでなく、黒人音楽であるゴスペルやリズム・アンド・ブルースの要素を積極的に採り入れ、よりソウルフルでバラエティに富んだ作品になった。
また、マドンナの私生活にも大きな変化が訪れる。この年、4年間続いた俳優ショーン・ペンとの離婚である。すでにメディアでは何度も伝えられていたショーンの激しい気性、一度はパパラッチを殴った後逮捕されるなど、結婚生活には衝撃的な出来事が続いていた。マドンナをとり囲む異様なまでのメディアの関心、それによるプライバシーの侵害は、後にショーンが語ったように結婚破綻の一因だと言われている。こうした出来事の中制作された、「ライク・ア・プレイヤー」はこれまでになく、マドンナの当時の心境を明かした告白的なアルバムである。　
その中でも「デス・ドゥ・アス・パート」は当時の波乱な結婚生活の様子を垣間見る、その痛烈な歌詞の内容で知られている。マドンナの皮肉ある反抗的な歌詞は、結婚制度に対してだけでなく、宗教、特にマドンナが育ったカトリック教会にも向けられる。第一弾シングルとなった「ライク・ア・プレイヤー」はバチカンや宗教団体から非難を受けたプロモーション・ビデオは言うまでもなく、「神聖と世俗」をテーマにしたウイットのある歌詞でも有名である。マドンナの権威に対する反抗心は、彼女にとって永遠のテーマとなる父親シルヴィオとの関係にも象徴され、「オー・ファーザー」ではその父親との複雑な関係が歌われている。一方の「プロミス・トゥ・トライ」では、マドンナが幼少の時に亡くした最愛の母親のことを初めて歌っている。そして、ヒット・シングル「キープ・イット・トゥゲザー」の中では、数多くの兄弟の中で育った自分の幼少時代を振り返っている。
マドンナの代表曲の一つとして知られる「エクスプレス・ユアセルフ」は、アメリカの著名な社会批評家そしてフェミニストであるカミール・パーリアに「フェミニズムの将来」と言わしめた、マドンナのパワフルなメッセージ・ソングである。恋愛における男女の力関係を歌ったこの曲は女性を賛歌した歌であったが、「自分自身を表現することが出来れば、自分自身を尊敬することができる」という内容の詞は、男女関係なくユニバーサルに受け止められたメッセージである。

### アルバムのプロダクションと特徴
アルバムのプロデューサーには、前作「トゥルー・ブルー」に続いてすでにお馴染みのパトリック・レナードとステファン・ブレイである。「ライク・ア・プレイヤー」では外部からのソング・ライターを起用せず、プリンスとの共作「ラヴ・ソング」を除き全曲マドンナがパトリック・レナードとステファン・ブレイと共作した。その結果、前記にあるようにアルバムは私的で親密な作品に出来上がった。アルバムの構成と旋律により重点が置かれ、数々のヒット曲が生まれた。このアルバムでは最もポップな「チェリッシュ」は当時マドンナの一番お気に入りの曲と言われ、ハーブ・リッツのプロモーション・ビデオと共に大ヒットした。なお、長年のソング・ライティング・パートナーであり、マドンナと共に1980年代に数々のヒット曲を生み出したステファン・ブレイにとって、「ライク・ア・プレイヤー」はマドンナと仕事をした最後のアルバムである。
また、アルバムに参加したミュージシャンには、ドナ・デロリーとニキ・ハリスがバック・ヴォーカルに再度参加した。また、歌手のマリリン・マーティンは、「チェリッシュ」にバック・ヴォーカルで参加した。サウンド的には、パトリック・レナードとステファン・ブレイによるシンセサイザーを基軸としたダンサブルなポップ・チューンが多いが、ブラス・セクションやフレンチホルンなどを大きく起用してソウルフルな作風を創り上げた。そしてコーラスには、ゴスペル界の大御所アンドレ・クラウチ聖歌隊も参加している。ギターには「ラ・イスラ・ボニータ」の共作者であるブルース・ガイチが引き継いで参加。そしてドラムにはTOTOのジェフ・ポーカロ、ベースには元ジャーニーのランディ・ジャクソンが参加している。

### チャートでの成功とアルバムの評価
1989年3月21日にリリース後、ビルボード・チャートで6週連続1位を保ち続けた。そして年末には、ビルボード誌読者によって選ばれた「ミュージック・オブ・ザ・エイティーズ (Music of the '80s)」でマドンナは「トップ・ポップ・アーティスト・オブ・ザ・ディケイド (Top Artist of the Decade)」に輝く。同年、MTVビデオ・ミュージック・アワードでも「アーティスト・オブ・ザ・ディケイド (Artist of the Decade)」に選ばれ、シングル「ライク・ア・プレイヤー」は視聴者が選ぶ「視聴者賞 (Viewer's Choice Awards)」に選ばれる。日本では、オリコンチャート初登場1位にランクインし、この年の第4回日本ゴールドディスク大賞のゴールドディスク大賞に輝き、グランプリ・アルバム賞とポップス（ソロ）部門に於いて、アルバム賞にそれぞれ輝いた。『ローリング・ストーン誌が選ぶオールタイム・ベストアルバム500』に於いて、239位にランクイン。

### 初回プレス盤
なお、アルバムの初回プレスでは、当時の全てのフォーマットであるCD、LP、カセットのブックレットに、当時マドンナのお気に入りであった、パチョリを使用した彼女特製ブレンドの香水が掛けられている。この香りは発売後30年近くになる現在においてもまだ維持されている。そしてブックレットのライナーノーツには「AIDS（エイズ）に関する事実」と言われる情報が掲載された。これはマドンナがアーティストとして初めて掲載したものである。

## 収録曲
| #   | 曲名                         | Title                                      |      |
| --- | ---------------------------- | ------------------------------------------ | ---- |
| 1.  | ライク・ア・プレイヤー       | "Like a Prayer" (Leonard, Madonna)         | 5:40 |
| 2.  | エクスプレス・ユアセルフ     | "Express Yourself" (Bray, Madonna)         | 4:39 |
| 3.  | ラブ・ソング                 | "Love Song" (Madonna, Prince)              | 4:52 |
| 4.  | デス・ドゥ・アス・パート     | "Till Death Do Us Part" (Leonard, Madonna) | 5:18 |
| 5.  | プロミス・トゥ・トライ       | "Promise to Try" (Leonard, Madonna)        | 3:38 |
| 6.  | チェリッシュ                 | "Cherish" (Leonard, Madonna)               | 5:03 |
| 7.  | ディア・ジェシー             | "Dear Jessie" (Leonard, Madonna)           | 4:21 |
| 8.  | オー・ファーザー             | "Oh Father" (Leonard, Madonna)             | 4:58 |
| 9.  | キープ・イット・トゥゲザー   | "Keep It Together" (Bray, Madonna)         | 5:03 |
| 10. | スパニッシュ・アイズ         | "Spanish Eyes" (Leonard, Madonna)          | 5:17 |
| 11. | アクト・オブ・コントリション | "Act of Contrition" (Madonna)              | 2:19 |

## シングル
| #  | 曲名                       | リリース          |
| -- | -------------------------- | ----------------- |
| 1. | ライク・ア・プレイヤー     | 1989年2月         |
| 2. | エクスプレス・ユアセルフ   | 1989年5月         |
| 3. | チェリッシュ               | 1989年8月         |
| 4. | オー・ファーザー           | 1989年10月        |
| 5. | ディア・ジェシー           | 1989年12月 (欧)   |
| 6. | キープ・イット・トゥゲザー | 1990年1月 (米/日) |

## アルバム・クレジット

### 参加ミュージシャン
- Madonna - synthesizer, vocals, background vocals
- Nadirah Ali - background vocals
- Rose Banks - background vocals
- Reverend Dave Boruff - brass
- Stephen Bray - synthesizer
- Luis Conte - percussion
- Larry Corbett - cello
- Andraé Crouch - chorus
- Sandra Crouch - tambourine
- Paulinho Da Costa - percussion
- Donna DeLory - background vocals
- Lynne Fiddmont - background vocals
- Chuck Findley - brass
- Bruce Gairsch - guitar
- Nikki Harris - background vocals
- Dann Huff - guitar
- Dick Hyde - brass
- Randy "The Emperor" Jackson - bass
- Chester Kamen - guitar
- Geary Lanier - clavinet
- Patrick Leonard - synthesizer, piano, Hammond organ, clavinet
- Marcos Loya - guitar, background vocals
- Steve Madaio - brass
- Marilyn Martin - background vocals
- Joseph Mayer - french horn
- Jonathan Moffett - drums
- Jeff Porcaro - drums, marimba
- Guy Pratt - bass
- John Robinson - drums
- Richard Todd - French horn
- David Williams - guitar
- Jai Winding - synthesizer

### プロダクション
- Produced by Madonna and Patrick Leonard
- Produced by Madona and Stephen Bray ("Express Yourself" and "Keep It Together")
- Produced by Madonna and Prince ("Love Song")
- Mixed and Engineered by Bill Bottrell
- Horns arranged by Chuck Findley
- Strings Arranged and Conducted by Bill Meyers
- Concertmaster: Susie Katayama